# Ferula groessingii
Ferula groessingii är en flockblommig växtart som beskrevs av Harald Harold Udo von Riedl och Riedl-dorn. Ferula groessingii ingår i släktet stinkflokesläktet, och familjen flockblommiga växter. Inga underarter finns listade i Catalogue of Life.